# 小笠原長瑶
小笠原 長瑶（おがさわら ながてる）は、江戸時代後期の陸奥国棚倉藩の世嗣。名は長瑗とも。官位は壱岐守。

## 略歴
2代藩主・小笠原長堯の次男として誕生した。正室は浅野重晟の娘。
棚倉藩嫡子として育つが、家督を継ぐことなく文化6年（1809年）に21歳で死去した。
代わって弟の長昌が嫡子となった。